# ریموند هفتم، کنت تولوز
ریموند هفتم، کنت تولوز (انگلیسی: Raymond VII, Count of Toulouse؛ ژوئیه ۱۱۹۷ – ۲۷ سپتامبر ۱۲۴۹)، کنت تولوز، ناربون و مارکی پروانس از سال ۱۲۲۲ تا زمان مرگش در سال ۱۲۴۹ میلادی بود. در زمان وی، جنگ صلیبی کاتاری به وقوع پیوست و سرانجام در زمان حکومت وی، طی معاهده پاریس در سال ۱۲۲۹ این جنگ به پایان رسید.

## جنگ صلیبی کاتاری

### شکست
در میانه سال ۱۰۲۲ و ۱۱۶۳، هشت شورای کلیسای محلی کاتارها را محکوم کردند که آخرین آنها در تور برگزار شد که طی آن اعلام شد که آلبیگایی‌ها باید به زندان افتاده و اموال آنها مصادره شود. سومین شورای لاتران که در سال ۱۱۷۹ برگزار شد، این محکومیت را تأیید و تکرار کرد. تلاش‌های دیپلماتیک اینوسنت سوم برای عقب‌راندن کاتاریسم با موفقیت کمی روبه‌رو شد. پس از قتل نمایندهٔ تام‌الاختیار پاپ، پیر دو کاستلنو، ظن اینوسنت به ریمون ششم، کنت تولوز، پاپ جنگ صلیبی جدیدی علیه کاتارها اعلام کرد. وی زمین‌های کاتارهای بدعت‌گذار را به اشراف فرانسوی که در این جنگ صلیبی شرکت کنند، پیشنهاد کرد.
پس از ادامه فتوحات و پیشروی صلیبیون به رهبری سیمون و فتح مناطفی همچون لاستو و قلعه کاباره، برای مقابله با صلیبیون، کاتارها رو به پدروی دوم آراگون آوردند و از وی درخواست کمک کردند. تاج آراگون، تحت رهبری پدروی دوم با کنت‌نشین تولوز دیگر مخالفان سیمون متحد شد. نیروهای ائتلاف پدرو با نیروهای سیمون در ۱۲ سپتامبر در نبرد موره درگیر شد. تعداد نیروهای صلیبی بیشتر از نیروهای ائتلاف بود. پدرو و سیمون، هردو نیروهای خود را در سه ردیف سازماندهی کردند. اولین خطوط صلیبیون عقب رانده شد اما سیمون توانست حمله‌ای از جناحین به سواره نظام نیروهای ائتلاف ترتیب دهد. در این حین پدرو به زمین‌خورد و کشته شد. نیروهای ائتلاف با شنیدن خبر مرگ پدرو با سردرگمی عقب‌نشینی کردند. عقب‌نشینی نیروهای ائتلاف این فرصت را به سیمون داد که بخش‌های شمالی تولوز را فتح کند.

### ضدحمله و پیروزی‌ها
ریمون ششم همراه با پسرش، در آوریل ۱۲۱۶ به منطقه بازگشتند و توانستند ارتش قابل توجهی از شهرهای جمع کنند. بوکر در ماه مه محاصره و پس از سه ماه شهر تسلیم نیروهای ریمون شد. تلاش‌های سیمون برای فتح مجدد شهر نیر ناکام ماند. اینوسنت سوم در ژوئیه ۱۲۱۶ به‌طور ناگهانی درگذشت تا آشفتگی و هرج‌ومرجی در جبههٔ صلیبیون به وجود بیاید. در این زمان فرمان جنگ به فیلیپ دوم رسید که هنوز تمایلی به جنگ در جبهه لانگداک نداشت. در این زمان، وی به‌شدت با پادشاه انگلستان درگیر بود.
پس از سقوط بوکر، مونتفورت که درصدد فتح بیگور در غرب بود، با شورش تولوز مواجه شد و نیروهایش در دسامبر ۱۲۱۶ در لورد عقب رانده شدند. در ۱۲ سپتامبر ۱۲۱۷، ریمون توانست تولوز را بدون هیچ جنگی و زمانی که سیمون مونتفورت در ناحیه فوآ بود، تصرف کند. سیمون با عجله به تولوز بازگشت اما نیروهایش برای بازپس‌گیری شهر کافی نبود. در پاسخ به درخواست پاپ هونوریوس سوم، جنگ صلیبی جدیدی آغاز گشت، مونتفورت محاصره تولوز را در بهار ۱۲۱۸ از سر گرفت. در ۲۵ یا ۲۹ ژوئن، در حالی صلیبیون در حال دفع حمله نیروهای ریمون بودند، سیمون توسط سنگی از ادوات دفاعی تولوز که پرتاب شده بود، کشته شد. تولوز همچنان تحت کنترل ریمون ماند و صلیبیون مجبور به عقب‌نشینی شدند. براساس گزارش‌ها ادوات دفاعی شهر توسط زنان و دختران تولوز کنترل می‌شد.
با وجود مرگ سیمون، جنگ صلیبی همچنان ادامه یافت. فیلیپ از فرماندهی امتناع کرد اما موافقت کرد پسرش، شاهزاده لوئی، (که برای حضور در این جنگ اکراه داشت) را به همراه ارتشی عازم جنوب کند. حرکت وی به سمت جنوب در ماه مه با عبور از پوآتو آغاز شد. در ژوئن، ارتشی تحت فرماندهی آموری مونتفورت، پسر سیمون مونتفورت، همراه با ارتش لوئی مارماند را محاصره کردند. پس از تسخیر مارماند، لوئی اقدام به بازپس‌گیری تولوز کرد، اما پس از ۶ هفته محاصره، ارتش لوئی محاصره رها و با خانه بازگشت. کاستلنوداری نیز توسط ارتش ریمون هفتم مجدداً فتح شد. آموزی بار دیگر شهرا را از ژوئیه ۱۲۲۰ تا مارس ۱۲۲۱ محاصره کرد اما قلعه در برابر این محاصره هشت‌ماهه مقاومت کرد. در سال ۱۲۲۱، موفقیت ریمون و پسرش ادامه یافت: مونتریال و فانژو مجدداً فتح شد و بسیاری از کاتولیک‌ها مجبور به فرار شدند. در سال ۱۲۲۲، ریمون هفتم تمامی اراضی که از دست رفته بود، بازپس‌گرفت. در همان سال ریمون ششم درگذشت تا پسرش ریمون هفتم جانشین وی شود. در ۱۴ ژوئیه ۱۲۲۳ فیلیپ دوم نیز درگذشت تا لوئی [هشتم] به‌عنوان پادشاه فرانسه تاج‌گذاری کند. در سال ۱۲۲۴ آموری کارکاسون را رها کرد تا ریمون برای فتح مجدد منطقه عازم شود. و در همان سال، آموری مابقی اراضی خود در منطقه را به لوئی هشتم، پادشاه فرانسه واگذار کرد.

### صلح
در نوامبر ۱۲۲۵، شورای بروژ به منظور رسیدگی به بدعت کاتارها تشکیل جلسه داد. در این شورا، ریمون هفتم همچون پدرش تکفیر شد. شورا همچنین هزاران نفر از اعضای کلیسا را برای وضع مالیاتی بر درآمد سالیانه برای حمایت از جنگ جدید صلیبی علیه کاتارها جمع کرد.
لوئی هشتم رهبری جنگ صلیبی جدید را برعهده گرفت. نیروهای وی در مه ۱۲۲۶ در بورژ گرد هم آمدند تا پس از آمادگی لازم، به سمت جنوب حرکت کنند.  صلیبیون بار دگیر شهرهای بزیه، کارکاسون، بوکر و مارسی را بدون هیچ مقاومتی فتح کردند. پس محاصره آوینیون، لوئی هشتم در نوامبر درگذشت تا فرزند خردسالش لوئی نهم به عنوان پادشاه فرانسه انتخاب شود. با وجود مرگ لوئی بلانش کاستیل، نایب حکومت فرانسه، به صلیبیون اجازه داد که لشکرکشی و حرکت خود را تحت رهبری هومبرت پنجم بوژو ادامه دهند. لبسد در سال ۱۲۲۷ و وریلس در سال ۱۲۲۸ توسط صلیبیون فتح شدند. در آن زمان، صلیبیون بار دیگر تولوز را محاصره کردند. در حین محاصره صلیبیون به‌طور هدفمند نواحی اطراف تولوز را نابود کردند: ریشه‌کردن باغات انگور، سوزاندن مزارع و مرتع‌ها و کشتار دام‌ها. در نهایت شهر توسط صلیبیون بازپس‌گرفته و ریمون نیز نیروی کافی برای مقابله و مداخله نداشت.
سرانجام ملکه بلانش به ریمون پیشنهاد داد که در ازای به رسمیت شناختن وی به‌عنوان کنت تولوز، وی مبارزه علیه کاتارها شرکت کند؛ تمامی اموال کلیسا را بازگرداند؛ تمامی قلعه‌های خود را تسلیم و استحکامات تولوز را تخریب کند. علاوه بر ریمون، مجبور شد دخترش، جوآن را به ازدواج برادر لوئی هشتم، آلفونس، درآورد. ریمون با شرایط ملکه فرانسه موافقت کرد و معاهده پاریس در ۱۲ آوریل ۱۲۲۹ در مو فرانسه به امضا رسید.